# 大橋未久
大橋 未久（おおはし みく、1987年12月24日 - ）は、日本の元AV女優。

## 略歴・人物
2007年4月、アダルトビデオメーカー・kawaii*の専属AV女優としてデビュー。キャッチフレーズは、“AV史上もっともkawaii*ショートカット”。なお、kawaii*専属時は「大橋未久♦」と表記されていた。
2008年より専属を離れ、kawaii*と同じアウトビジョングループのMOODYZの作品に、また2009年3月からは同じグループのアタッカーズの作品にも出演している。
アダルトビデオ30周年記念企画（AV30）として2012年1月5日から2月29日まで行われた人気投票で、24位に選ばれている。
2013年12月14日、公式ブログにて2014年に引退することを表明。2014年8月引退。
趣味：バドミントン。

## 作品

### アダルトビデオ
2007年
- デビューだょん♥ 大橋未久◆ （2007年4月25日、kawaii*）
- どぴゅぴゅ→ （2007年5月25日、kawaii*）
- 学校でエッチッチ♥ （2007年6月25日、kawaii*）
- 初めての、ごっきゅん。 （2007年7月25日、kawaii*）
- 6つのコスチュームでセックchu♥ （2007年8月25日、kawaii*）
- ハイパーミニミニモザイク （2007年9月25日、kawaii*）
- 小悪魔ちっくな気分♪ （2007年10月25日、kawaii*）
- 快感♪ピストントーン!!! （2007年11月25日、kawaii*）
- kawaii* special ギザカワユス! （2007年12月1日、kawaii*）※AVグランプリ2008 グランプリステージ エントリー作品

2008年
- ハイパーデジタルモザイク Vol.073 （1月1日、MOODYZ）
- 女子校生公然レイプ 教壇の前で犯されて（2月1日、MOODYZ）
- Wキャスト（3月13日、MOODYZ） 共演：相崎琴音
- ドリームウーマン Vol.63（4月13日、MOODYZ）
- 聖水おもらしFUCK （5月13日、MOODYZ）
- VERY BEST OF 大橋未久◆ 4時間 （5月25日、kawaii*） ※総集編
- 黒人と乱交（6月13日、MOODYZ）
- ハイスクール乱交白書 2（7月13日、MOODYZ）
- SDハイパーデジタルモザイク（8月13日、MOODYZ）
- 最高のオナニーのために（9月13日、MOODYZ）
- 女子大生集団レイプSPECIAL（10月13日 MOODYZ）
- 20コスプレFUCK（11月13日、MOODYZ）
- 公開アクメLIVE（12月13日、MOODYZ）

2009年
- 露出 調教 輪姦（1月13日、MOODYZ）
- 初パイパン（2月13日、MOODYZ）
- 近親相姦・壊れた家族の肖像 愛していたのに…（3月7日、アタッカーズ）
- 大橋未久BEST8時間（3月13日、MOODYZ）
- 凌辱介護ヘルパー 私、頑張れるかな…（4月7日、アタッカーズ）
- 潮吹き失禁おしおきメイド （5月1日、MOODYZ）
- 夫の目の前で犯されて- 若妻の儚い希望（6月7日、アタッカーズ）
- ふたなりWキャスト おちんちんガールズ 4時間スペシャル（7月13日、MOODYZ）
- 貞操帯の女 10（8月7日、アタッカーズ）
- クラスで一番精子が似合う大橋未久にぶっかける!（9月1日、MOODYZ）
- 美美美コスプレFUCK（10月25日、美）
- 大橋未久ファン感謝祭 素人参加大乱交! SEXしまくり温泉バスツアー（11月13日、MOODYZ）
- 可愛い顔してチ●コ大好き ドスケベ保母さん（12月13日、MOODYZ）

2010年
- 献身ナースのディープスロート看護 （2010年1月13日、MOODYZ）
- THE BEST OF 大橋未久 （2010年2月7日、アタッカーズ）  ※総集編
- 僕だけの着せ替え羞恥DOLL （2010年2月13日、MOODYZ）
- 濃厚なKISSとごっくん4本番 （2010年3月13日、MOODYZ）
- 8時間ぜ〜んぶ大橋未久 （2010年4月1日、MOODYZ）  ※総集編
- 押しに弱い新任女教師 （2010年4月13日、MOODYZ）
- 大橋未久の極上風俗フルコース （2010年5月13日、MOODYZ）
- 制服×美少女 （2010年6月13日、MOODYZ）
- 早漏改善プロジェクト （2010年7月13日、MOODYZ）
- 女子アナウンサーは絶対カメラ目線 （2010年8月13日、MOODYZ）
- ドリーム学園13 （2010年9月1日 MOODYZ）
- MOODYZファン感謝祭　バコバコバスツアー2010（2010年9月13日 MOODYZ）
- ベロリンガール （2010年10月13日、MOODYZ）
- こっそりHしよっ （2010年11月13日、MOODYZ）
- Wキャスト （2010年12月1日、MOODYZ） DVD & Blu-ray

2011年
- ムーディーズ創立10周年記念 ムーディーズ×プレミアム・コラボ企画ノーパン女教師 （2011年1月13日、MOODYZ）
- Sex On The Beach （2011年2月13日、MOODYZ）
- 5周年記念特別作品 THE PREMIUM V.I.P（2011年3月7日、プレミアム）
- 真性中出し （2011年4月13日、MOODYZ）
- だしたら止まらない （2011年5月13日、MOODYZ）
- DIGITAL CHANNEL（2011年6月1日、アイデアポケット）
- 催眠SEX記録  （2011年7月1日、MOODYZ）
- 1日10回射精しても止まらないオーガズムSEX （2011年8月1日、MOODYZ）
- 大橋未久の宅配ソープ （2011年9月1日、MOODYZ）
- 露出痴女 （2011年10月1日、MOODYZ）
- 失禁と潮吹きのぐしょ濡れセックス （2011年12月1日、MOODYZ）
- 大橋未久 8時間BEST （2011年12月13日、MOODYZ）  ※総集編

2012年
- すぐにまたがる家庭教師 （1月1日、MOODYZ）
- 4時間4本番SPECIAL （2月1日、MOODYZ）
- 大橋未久が営業中の公共浴場に訪問SEX （3月1日、MOODYZ）
- すっごい量の一発顔射 （4月1日、MOODYZ）
- 女教師レイプ輪姦（5月1日、MOODYZ）
- 彼氏に売られ、輪姦されたOL（6月1日、MOODYZ）
- 31コス（7月1日、MOODYZ）
- 同時にイクまで昇り詰めるSEX（8月1日、MOODYZ）
- クリムゾン×ムーディーズ コラボ作品 女潜入捜査官マリア（9月1日、MOODYZ）
- 大橋未久という女（10月1日、MOODYZ）
- 癒し性感 メンズエステ（11月1日、MOODYZ）
- もの凄い失禁、もの凄い潮吹き（12月1日、MOODYZ）

2013年
- 凄い量の舌上発射 ぜ〜んぶゴックン（1月1日、MOODYZ）
- 彼氏を飼う 射精管理彼女（2月1日、MOODYZ）
- オヤジと美女の濃密汗だく性交（3月1日、MOODYZ）
- 大橋未久 超高画質8時間（3月1日、MOODYZ）  ※総集編
- 超絶品ソープ嬢（4月1日、MOODYZ）
- 桃尻グラマラス（5月1日、MOODYZ）
- 舌と唇で感じあう濃密ベロキスづくし（6月1日、MOODYZ）
- Baby Entertainment×MOODYZコラボ作品 淫神の女泥棒〜哀しき痙攣の追憶〜 Dear.F　EPISODE1 恥辱的、屈辱的なイカせの拷問! 逃れる術もなくカラダは快楽に堕ち痙攣する（7月1日、MOODYZ）
- またがり淫語お姉さん（8月1日、MOODYZ）
- 今日、あなたの上司に犯されました。（9月1日、MOODYZ）
- タイトスカート女教師（10月1日、MOODYZ）
- 夢の痴女3姉妹（11月1日、MOODYZ）
- 主人と給仕（12月1日、MOODYZ）

2014年
- パンチラ誘惑お姉さん（1月1日、MOODYZ）
- 女忍 大橋未久（2月1日、MOODYZ）
- M男専用回春エステティシャン 大橋未久（3月1日、MOODYZ）
- 屈辱の失禁キャリアウーマン（4月1日、MOODYZ）
- 美しすぎる2代専属お姉さん 夢の痴女共演4時間SPECIAL!! 大橋未久 里美ゆりあ（5月13日、ムーディーズ）※Blu-ray版同時発売
- 大橋未久の100本16時間SPECIAL!（6月1日、ムーディーズ）※Blu-ray版同時発売/単体ベスト作品
- 引退直前 サヨナラのドキュメント 素顔の大橋未久（6月1日、ムーディーズ）
- 引退〜ラストステージ〜大橋未久（8月1日、ムーディーズ）
- S Model 115 恥辱の中出し授業 (12月5日、スーパーモデルメディア)　（無修正作品）

2015年
- ラフォーレ ガール Vol.41 天使と悪魔 （1月9日、ラフォーレガール）（無修正作品）
- 裏切られた女の悲劇… 強制的に犯され堕とされる女たち16時間（1月19日、ROOKIE）
- ハメられながらフェラチオ!! チ○ポで口封じ8時間（2月1日、MOODYZ）
- キャットウォーク ポイズン 120 ついに!! 引退 （2月10日、キャットウォークポイズン）（無修正作品）
- お姉さんたちを独り占め!たくさんのお姉さんに責められたい。8時間BEST（3月7日、プレミアム）
- 極上女優限定!贅沢ハーレム逆3P23本番（3月13日、MOODYZ）
- 他人の妻は蜜の味 人妻寝とりSEX16時間（3月19日、ROOKIE）
- ラフォーレ ガール Vol.47 LAFORET GAL 12名 至福の3時間（4月7日、ラフォーレガール）（無修正作品）
- 大橋未久 コンプリートBOX24時間（4月13日、MOODYZ）
- S Model 136 永久保存版発売記念BEST 3HR （7月23日、スーパーモデルメディア）（無修正作品）
- 中出し!ぶっかけ!ゴックン!大量顔射のオンパレード！ザーメンサマーパーティー2015夏だ!SEXだ!ザーメンをブチ撒けまくる8時間!（8月1日、 アイデアポケット）
- KIRARI 108 女たちの卑褻行為でイキまくり傑作選 （8月15日、ムゲンエンターテインメント)
- 今日、あなたの上司に犯されました。作品集（9月1日、MOODYZ）
- 女優vs素人 我慢できず大量ザーメンを暴発させた瞬間BEST!!（9月13日、MOODYZ）
- 中年オヤジの荒々しい接吻SEXにイキ堕ちちゃった女達（10月13日、MOODYZ）
- 見えない素肌が逆にエロい スリスリしたい黒ストッキングBEST16時間（11月19日、ROOKIE）
- 声の出せない状況なのに絶頂アクメBEST（12月13日、MOODYZ）

2016年
- 極 お宝映像発掘!永久保存版 清楚な仮面を被った淫乱女教師の中出し種付けSEX（1月1日、Redcat）
- 極上女優限定!贅沢ハーレム逆3P23本番（3月13日、MOODYZ）
- 絶頂男潮ベスト 射精を超えた究極快感!!（4月1日、MOODYZ）
- プレミアム10周年記念 ベスト・オブ・プレミアム 12時間 2011～2015（4月7日、プレミアム）
- 我慢できずに漏れちゃった…着衣状態での潮吹き・放尿・おもらしBEST（6月13日、MOODYZ）
- ｢ゴム無しが気持ち良いの、私にナマでツッコんでぇ！｣道徳皆無の異常性欲淫乱どスケベお姉さん10人の絶頂ノンストップSEX240分（7月13日、Redcat）
- 超厳選!激イキ! 極上S級女優達23名 名作スーパーBEST3時間（8月19日、Merci Beaucoup）
- デカチン超硬勃起ガポッじゅるフェラBEST（9月13日、MOODYZ）
- どエロいお姉さんの生膣貪る痴辱性交!溺れるような接吻は女を牝へと変貌させる!喉奥まで太マラを咥え込み嗚咽を漏らしながらもマ○コは恥汁でぐっちょぐちょ!規格外サイズの黒人チ○ポまで飲み込む貪欲淫穴に代わる代わる特濃ザー汁を注入してやれば失神寸前潮吹きまくりのイキまくり!special 10人240分（10月13日、Redcat）
- 尻肉拡げてネジ込みプレス!寝バック絶頂BEST（10月19日、MOODYZ）

### イメージビデオ
- 裸体 （2008年4月18日、シャッフル）  ※ネット配信のみ
- 裸体 超特大5時間スペシャル 2 （2009年3月1日、シャッフル） オムニバス作品
- ERO CUTE （2010年1月29日、オルスタックピクチャーズ）

## テレビ番組
- 月刊 大橋未久 （2009年12月、エンタ!371）

## 書籍

### 写真集
- X‐MiX（2009年11月26日、彩文館出版、撮影：旭日）ISBN 978-4775604502
- Miku Story（2011年9月、リイド社、撮影：旭日）ISBN 978-4845837595
- RUNWAY（2014年4月9日、双葉社、撮影：浜田一喜）ISBN 978-4575306552

### 雑誌
- 月刊NAO 2009年12月号（人気女優との夢のLOVELOVEバーチャルデート）